# Sacred Hearts Club
Sacred Hearts Club è il terzo album in studio del gruppo musicale indie rock statunitense Foster the People, pubblicato il 21 luglio 2017 da parte della Columbia Records.
L'album è stato preceduto dall'EP "III", composto da tre tracce dell'album. I testi affrontano temi come amore, politica, fama e giovinezza e, similmente ai loro album precedenti, spesso contrastano con la produzione musicale vivace.